# 南宇智村
南宇智村（みなみうちむら）は奈良県中部、宇智郡に属していた村。現在は五條市霊安寺町、御山町、丹原町、生子町。

## 歴史
- 1889年（明治22年）4月1日 - 町村制の施行により、宇智郡 霊安寺村、御山村、丹原村、生子村が合併し、宇智郡南宇智村が成立。
- 1959年（昭和34年）1月1日 - 五條市へ編入合併される。同日南宇智村廃止。

## 交通

### 鉄道路線
村内を通過する鉄道路線なし

### 道路
- 二級国道168号（現：国道168号）